# Resolutie 510 Veiligheidsraad Verenigde Naties
Resolutie 510 van de Veiligheidsraad van de Verenigde Naties werd met unanimiteit van
stemmen aangenomen op 15 juni 1982.

## Achtergrond
In 1964 werd de VN-vredesmacht UNFICYP middels resolutie 186 op Cyprus gestationeerd, nadat er daar geweld was uitgebroken tussen de Griekse en de Turkse bevolkingsgroep op het eiland. Die troepen waren na herhaaldelijke halfjaarlijkse verlengingen nog steeds ter plaatse.

## Inhoud
De Veiligheidsraad:
- Neemt nota van het rapport van de secretaris-generaal over de VN-operatie in Cyprus.
- Bemerkt de overeenstemming tussen de partijen voor het verlengen van de vredesmacht met zes maanden.
- Bemerkt ook het akkoord van de Cypriotische overheid voor het behoud van de macht na 15 juni.
- Herbevestigt resolutie 186.
- Herhaalt zijn steun voor het tienpuntenakkoord voor de hervatting van de gesprekken.

1. Verlengt eens te meer de VN-vredesmacht tot 15 december 1982.
2. Is tevreden over de hervatting van de gesprekken en dringt erop aan dat deze worden doorgezet.
3. Vraagt de secretaris-generaal zijn missie voort te zetten, de Veiligheidsraad op de hoogte te houden en tegen 30 november te rapporteren.

## Verwante resoluties
- Resolutie 486 Veiligheidsraad Verenigde Naties
- Resolutie 495 Veiligheidsraad Verenigde Naties
- Resolutie 526 Veiligheidsraad Verenigde Naties
- Resolutie 534 Veiligheidsraad Verenigde Naties

Lijst ·  500 ·  501 ·  502 ·  503 ·  504 ·  505 ·  506 ·  507 ·  508 ·  509 ·  510 ·  511 ·  512 ·  513 ·  514 ·  515 ·  516 ·  517 ·  518 ·  519 ·  520 ·  521 ·  522 ·  523 ·  524 ·  525 ·  526 ·  527 ·  528